# پیکسیز (آلبوم چندآهنگه)
پیکسیز (به انگلیسی: Pixies) یک آلبوم چندآهنگه مربوط به سال ۲۰۰۰ از گروه آلترنیتیو راک آمریکایی، پیکسیز بود. این آلبوم عمدتاً حاوی آثاری از یک نوار دموی ۱۷-آهنگه بود که قبلاً منتشر نشده بودند. آن نوار دمو که در نزد طرفداران گروه، با نام نوار صورتی‌رنگ (به انگلیسی: The Purple Tape) هم شناخته می‌شود، (به این دلیل که رنگ پس‌زمینه جلد آن عمدتاً صورتی بود) در مارس ۱۹۸۷ توسط گری اسمیت در فورت آپاچی استودیوز ضبط شد. هشت آهنگ از ترانه‌های این نوار دمو، سابقاً در یک EP به نام Come On Pilgrim در همان سال ۱۹۸۷ منتشر شده بود که اولین اثر منتشرشدهٔ گروه محسوب می‌شود. نه ترک باقی‌مانده که در این آلبوم منتشر شدند، توسط SpinART در ایالات متحده و توسط Sonic Unyon در کانادا منتشر شدند.